# 尤寧鎮區 (密蘇里州鄧克林縣)
尤寧鎮區（英語：Union Township）是位於美國密蘇里州鄧克林縣的一個行政鎮區。

## 地方資料
尤寧鎮區的面積為270.76平方千米，當中陸地面積為267.87平方千米，而水域面積為2.89平方千米。根據2020年美國人口普查的數據，當地共有人口3460人，而人口密度為每平方千米12.78人。